# Marie Eline
Marie Eline est une actrice américaine, née le 27 février 1902 à Milwaukee (Wisconsin), et morte le 3 janvier 1981  à Longview (Washington).

## Biographie
Surnommée « The Thanhouser Kid », Marie Eline a commencé à travailler pour la Thanhouser Company à New Rochelle (État de New York), à l'âge de huit ans et a joué dans une centaine de films entre 1910 et 1914.

## Filmographie
(mai 2024).
- 1910 : A Twenty-Nine Cent Robbery : Edna Robinson
- 1910 : Jane Eyre : Jane Eyre as a Child
- 1910 : The Best Man Wins (it) : A Poor Charwoman's Tiny Daughter
- 1910 : The Two Roses : Tony's Son
- 1910 : The Little Hero of Holland : Hans, the Little Dutch Boy
- 1910 : The Governor's Daughter : Nell, the Governor's Daughter
- 1910 : The Flag of His Country : The Granddaughter
- 1910 : The Lucky Shot : The Little Boy
- 1910 : The Girls of the Ghetto : An Immigrant Child of the Ghetto
- 1910 : The Playwright's Love : Grace, an Orphan
- 1910 : Uncle Tom's Cabin de Barry O'Neil : Little Eva
- 1910 : The Mermaid
- 1910 : The Restoration : The Little Girl
- 1910 : The Fairies' Hallowe'en : Marie
- 1910 : Ten Nights in a Bar Room : Little Mary
- 1910 : The Little Fire Chief : Willie Stone
- 1910 : A Thanksgiving Surprise
- 1910 : Rip Van Winkle
- 1910 : The Vicar of Wakefield
- 1911 : Le Magasin d'antiquités (The Old Curiosity Shop) : Little Nell
- 1911 : Only in the Way : Marie
- 1911 : Adrift : Their Young Daughter
- 1911 : A Newsboy Hero : Marie, the Little Daughter
- 1911 : The Little Mother : The Little Mother
- 1911 : Stage Struck
- 1911 : Silas Marner : The Little Orphan Girl
- 1911 : The Charity of the Poor : The Little Girl
- 1911 : Velvet and Rags : A Little Boy
- 1911 : The Poet of the People
- 1911 : The Colonel and the King : George IV, The Child King
- 1911 : The Stage Child : The Stage Chlld
- 1911 : Get Rich Quick : Daughter of poor widow
- 1911 : A Circus Stowaway : The Little Boy Circus Stowaway
- 1911 : The Stepmother : The Younger Sister
- 1911 : Flames and Fortune : The Youngster
- 1911 : Lorna Doone : Lorna, Age 5
- 1911 : The Court's Decree : The Little Daughter
- 1911 : Two Little Girls : Forlorn, unknown step-sister
- 1911 : The Pied Piper of Hamelin : The Little Lame Boy
- 1911 : The Judge's Story : The Little Black Boy
- 1911 : Back to Nature : The Sick Child
- 1911 : Cupid the Conqueror : Cupid
- 1911 : The Buddhist Priestess : The Little Daughter
- 1911 : In the Chorus : The Little Daughter
- 1911 : The Five Rose Sisters : The Littlest Rose Sister
- 1911 : The Tempter and Dan Cupid : Dan Cupid
- 1911 : David Copperfield : Em'ly as a Child
- 1911 : The Satyr and the Lady : The Peddler's Daughter
- 1911 : The Missing Heir : The Little Heir
- 1911 : The Newsy and the Tramp : Ragsy, the Newsboy
- 1911 : The Tomboy : The Tomboy's Little Sister
- 1911 : She : Leo Vincey as a Youth
- 1912 : The Passing
- 1912 : Just a Bad Kid : The Bad Kid
- 1912 : Dr. Jekyll and Mr. Hyde : la petite fille
- 1912 : Her Ladyship's Page : Her Ladyship's Page
- 1912 : East Lynne : Willie
- 1912 : On Probation : The Orphan Granddaughter
- 1912 : Washington in Danger : The Little Black Boy
- 1912 : The Guilty Baby : The Plumber's Detective Daughter
- 1912 : The Poacher : The Old Man's Grandson
- 1912 : Nicholas Nickleby : Squeers' Son, Wackford
- 1912 : The Star of the Side Show : A Midget, The Star of the Side Show
- 1912 : The Baby Bride : The Little Boy
- 1912 : When Mandy Came to Town : Mandy
- 1912 : The Cry of the Children de George Nichols : Alice, la petite fille
- 1912 : The Little Shut-In : The Little Shut-In
- 1912 : Dottie's New Doll : Dottie
- 1912 : Her Secret
- 1912 : On the Stroke of Five
- 1912 : The Professor's Son : The Professor's Son
- 1912 : Doggie's Debut : Jack, the Little Boy
- 1912 : Nursie and the Knight : la petite fille
- 1912 : The Ranchman and the Hungry Bird : le petit garçon
- 1912 : Treasure Trove : The Gold-Seeking Country Boy
- 1912 : Don't Pinch My Pup : Tim, The Little Newsboy
- 1912 : But the Greatest of These Is Charity : The Poor Mother's Child
- 1912 : Please Help the Pore : The Poor Couple's Daughter
- 1912 : The Warning : The Young Son
- 1912 : When Mercy Tempers Justice : One of the Daughters
- 1912 : In a Garden : Miss May, enfant
- 1912 : Put Yourself in His Place (en)
- 1912 : In Time of Peril : The Younger Brother
- 1912 : Cross Your Heart : The Farmer's Little Daughter
- 1912 : The Truant's Doom : Tim, the Little Truant Boy
- 1912 : The Forest Rose
- 1913 : The Evidence of the Film : Le jeune messager
- 1913 : The Tiniest of Stars : The Little Boy
- 1913 : The Dove in the Eagle's Nest : The Eagle's Sister
- 1913 : Just a Shabby Doll : The little girl of long ago
- 1913 : The Medium's Nemesis
- 1913 : Flood Tide
- 1913 : Lobster Salad and Milk
- 1913 : Looking for Trouble de Carl Gregory
- 1913 : A Campaign Manageress
- 1913 : His Imaginary Family
- 1913 : The Law of Humanity
- 1913 : Cupid's Lieutenant
- 1914 : The Purse and the Girl
- 1914 : Uncle Tom's Cabin de William Robert Daly : Little Eva St. Clair